# Condado de Bonneville
El condado de Bonneville (en inglés: Bonneville County), fundado en 1911, es uno de los 44 condados del estado estadounidense de Idaho. En el año 2000 tenía una población de 82 522 habitantes con una densidad poblacional de 17 personas por km². La sede del condado es Idaho Falls.

## Geografía
Según la Oficina del Censo, el condado tiene un área total de 4923 km² (1900,8 mi²), de la cual 4840 km² (1868,7 mi²) es tierra y 83 km² (32,0 mi²) (1.69%) es agua.

### Condados adyacentes
- Condado de Madison - norte
- Condado de Teton - norte
- Condado de Teton (Wyoming) - noreste
- Condado de Lincoln - sureste
- Condado de Caribou - sur
- Condado de Bingham - oeste
- Condado de Jefferson - noroeste

### Carreteras
- - Interestatal 15
- - US 20
- - US 91
- - SH-31

## Demografía
En el 2000 la renta per cápita promedia del condado era de $$41 805, y el ingreso promedio para una familia era de $48 216. En 2000 los hombres tenían un ingreso per cápita de $38 745 versus $22 514 para las mujeres. El ingreso per cápita para el condado era de $18 326. Alrededor del 10.10% de la población estaba bajo el umbral de pobreza nacional.

## Comunidades

### Ciudades
- Ammon
- Idaho Falls
- Iona
- Irwin
- Ririe (parcialmente en el condado)
- Swan Valley
- Ucon

### Comunidades no incorporadas
- Bone
- Lincoln
- Palisades
- Osgood

### Ciudades fantasma
- Herman
- Caribou City